# Paris Violence
Paris Violence è un gruppo musicale francese punk / oi!.
I Paris Violence sono un gruppo unico nella scena punk francese, sia a livello musicale che per quanto riguarda le tematiche affrontate nei testi.
Nati nel 1994 attorno a Flav ("Flav Paris Violence", chitarrista, cantante, autore di testi e compositore), il progetto ha conosciuto durante la sua storia diverse formazioni. Molto prolifici, i Paris Violence hanno pubblicato numerosi dischi nei più diversi formati (LP, CD, EP, 10') tra i quali cinque album (Temps de Crise nel 1998, Mourir en Novembre nel 2000, L'âge de Glace nel 2001, En attendant l'Apocalypse nel 2003 et Nous sommes nés trop tard nel 2008).
I primi anni del gruppo (1994-1999) vedono l'affermazione di uno stile meccanico e freddo, ispirato alle sonorità del rock realista di gruppi come Pigalle o La Souris Déglinguée. Il suono è volutamente duro e spartano, e non può non ricordare certi gruppi oi! inglesi come gli Angelic Upstarts, Blitz o Peter and the Test Tube Babies.
I testi si distinguono per un nichilismo direttamente influenzato dallo stile dello scrittore di estrema destra Louis-Ferdinand Céline, che descrive una Parigi grigia e spietata. Temi come la mercificazione del sesso, la prostituzione e la vita quotidiana nei sobborghi più umili della capitale francese alimentano una visione molto poco da "cartolina" della "ville lumière".
Con il secondo e il terzo album, la ricerca melodica diventa molto più raffinata, e l'utilizzo di sintetizzatori porta a un avvicinamento del gruppo a sonorità new wave e cold-wave. I temi dei testi iniziano a spaziare dalla prima guerra mondiale (« Dans les Barbelés », « Le Chemin des Dames ») alle rivolte anticomuniste della seconda metà del novecento(« Budapest 56 », « Retour à Budapest », « Char d'Assaut »), o ancora agli eserciti bianchi nella guerra civile russa (« De la Vodka et du Sang », « Ungern-Sternberg ») e vengono affrontati con uno spirito romantico. L'ultimo albumEn attendant l'Apocalypse è, infine, un'opera dedicata al dandysmo e al decadentismo. I suoni si arricchiscono di toni heavy metal, d'atmosfera e sinfonici su una base streetpunk/oi !
I riferimenti letterari in quest'ultimo album diventano onnipresenti, da Baudelaire a Mishima passando per Emil Cioran, Alfred de Musset, Honoré de Balzac, Montherlant, Jacques Prevel, Louis Aragon, Jean Lorrain, Maurice Rollinat, Rachilde… dando un elevatissimo valore artistico ai testi.
Il gruppo non dichiara esplicitamente di aderire a nessuna ideologia o corrente politica, proclamandosi però vicini a un certo individualismo modellato sul pensiero di Nietzsche e critici verso la decadenza della società moderna, verso la massificazione, il materialismo, e il consumismo (« le Crépuscule des Idoles », « Non-conforme », « Service inutile »).

## Discografia

### EP
- Humeurs noires 1998, 7'EP due copertine (limitate a 500 e 70 esemplari)
- Rayé de la Carte 2000, 7'EP
- Cauchemar Abyssal 2002, 7'EP
- Les mondes flottants 2005, 7'EP tre copertine (limitate a 500, 100 e 50 esemplari)
- Les saisons mortes 2007, 7'EP
- Rivages de la Tristesse 2009, 7'EP tre copertine (KOI Rds <US> & Trooper Rds <FR>) e quattro vinili differenti (limitate a 500 esemplari per ciascuna casa discografica)

### Album
- Temps de Crise 1998 CD, 2010 ristampa in LP (300 Normal Issue / 150 Special Issue / 50 Black Vinyl Issue)
- Mourir en Novembre 2000 CD, ristampa 2007, LP 2010
- L'Age de Glace 2001,  CD/LP (limitata 500 e 100 esemplari in vinile trasparente)
- En Attendant l'Apocalypse 2003,  CD/LP ristampa 2006
- Nous sommes nés trop tard 2007 CD/LP
- Fleurs de névroses et d'éther 2010 CD

### Mini album
- Ni Fleurs Ni Couronnes 2001 10'MLP
- La Tentation du Néant (L'Appel des Ténèbres vol.1) 2007 CD
- La Nostalgie du Chaos (L'Appel des Ténèbres vol.2) 2008 CD
- La Fascination de l'Abîme (L'Appel des Ténèbres vol.3) 2008 CD
- Le Vent Divin Souffle Toujours 2008, 10'MLP

### Compilation
- More sexy Girls for the Boys 1999, 7'EP
- Dialektik city rockers 2000 CD
- Dernier rempart 2000 CD
- Demain plus rien 2001, 7'EP
- Aujourd'hui...Comme Hier 2003 CD
- Nouvelle Aube 2003 CD
- Punk Rawk #10 2003 CD
- Punk en France 2005 CD
- Dites-le 4 fois plus fort 2005 CD
- Punk Rawk #39 2008 CD
- Du Futur faisons Table rase (Collezione degli EPs 1998-2002) 2009 CD

### Split
- Violence Urbaine 1998 con i Symphonie Urbaine, 7'EP
- Indoctum iuga ferre 2006 con gli Hetairoi (ESP), 10'LP
- Envoyez la légion! 2007 con i (UK), 7'EP due copertine (francese e inglese)
- Haut les Coeurs et Mort aux Cons! 2008 con i Soirée Grisaille CD
- Croisons le Fer 2010 con i Kamizole 13 CD

### Demo
- L'esprit français 1995 K7/CD/Démo
- Un hiver en banlieue 1996
- Violence dans l'azur 1997
- De colère et de haine 1998
- Best Of 1997-2000 2000 K7
- De Bonne Guerre 2000, K7 (limitato a 20 esemplari)/CD (limitato a 50 esemplari)
- L'apocalypse se Fait Attendre 2001 CDR (limitato a 50 esemplari)
- Budapest 56 2004 CDR (offerto con la rivista Nouvelles d'Outre-Tombe)
- Pistis Sophia 2005 K7 (limitato a 20 esemplari)/CD (limitato a 50 esemplari)
- Civilisation 2005, 12' (limitato a 10 esemplari)
- Affaire d'Honneur 2005, 8' (limitato a 15 esemplari)
- La Débauchée 2005, 10' (limitato a 10 esemplari)
- CD demos vol 1 (1995-1996) 2005
- CD demos vol 2 (1997-1998) 2006
- Et nous mourrons trop tôt 2006 (limitato a 50 esemplari)
- Bon sang ne saurait mentir 2007, 10' (limitato a 25 esemplari)
- Morne Printemps 2007 CD (limitato a 35 esemplari)
- Dur d'être un ange 2008, 10' (limitato a 50 esemplari)
- Siècles de fer 2008, 5'/CDR/CD (limitato a 20 esemplari)
- Un été en province 2009 CDR (limitato a 35 esemplari)
- En ces temps incertains 2009, 7' (limitato 20 exemplaires)